# Dasylirion texanum
Dasylirion texanum, sotol de Texas, es una especie  de planta fanerógama de la familia Asparagaceae, anteriormente de las ruscáceas. Es nativa de Texas y el estado de Coahuila en el nordeste de México, incluido el desierto de Chihuahua.

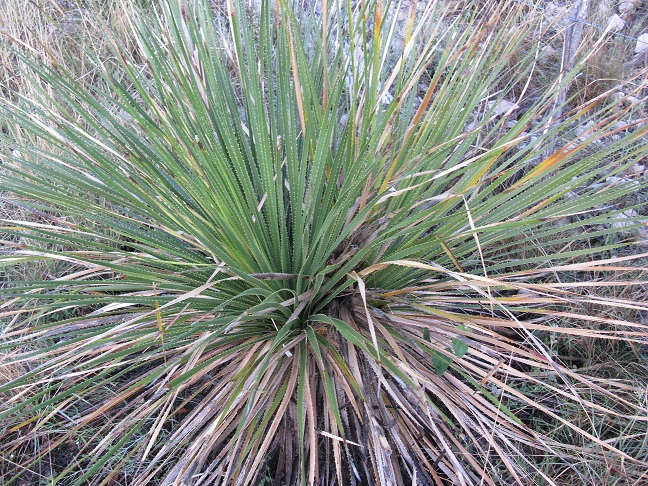
Vista de la planta

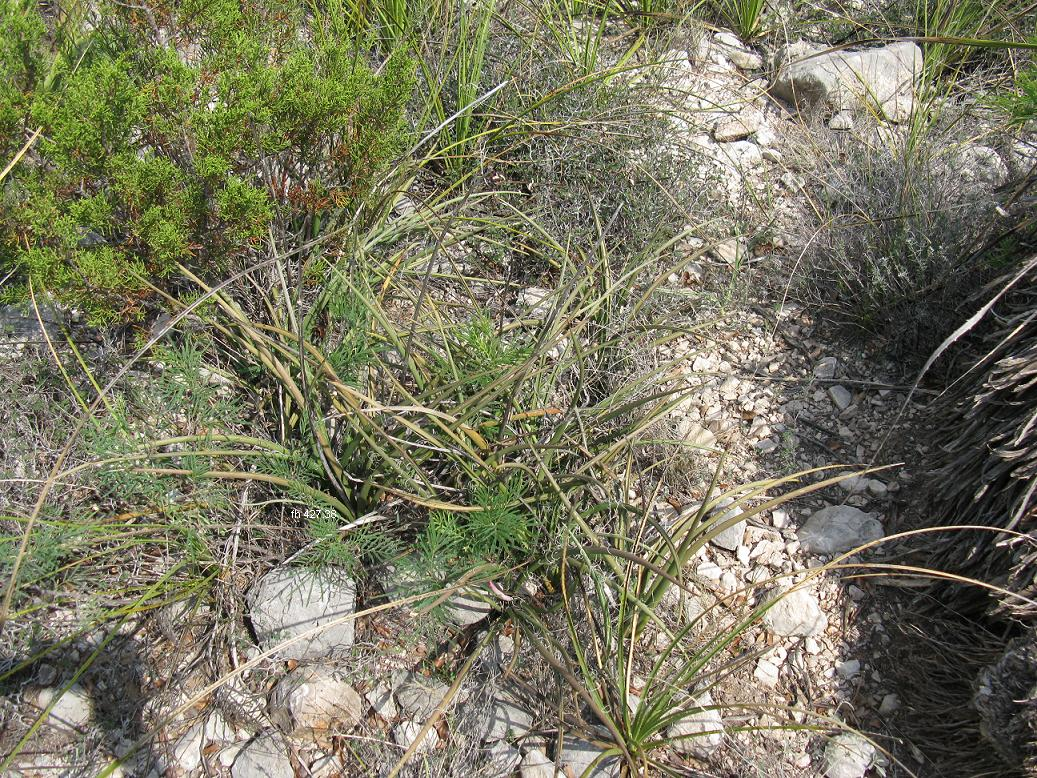
En su hábitat

## Descripción
Es una planta herbácea que normalmente es más pequeña que otras especies de Dasylirions, con pequeñas coronas y con los troncos, por lo general, con menos de 1,5 metros de longitud, con uu largo follaje que alcanza los 75 - 150 cm de longitud.

## Usos

### Alimento
Los indios del suroeste lo secaban al horno y lo convertían en harina para hacer pan.

## Cultivo
Dasylirion texanum se cultiva en viveros y está disponible como una planta ornamental de plantas nativa, tolerantes a la sequía, para paisaje, jardines del hábitat , y para la restauración ecológica de proyectos.

## Taxonomía
Dasylirion texanum fue descrita por George Heinrich Adolf Scheele y publicado en Linnaea 23: 140–143, en el año 1850.
Etimología
Dasylirion: nombre genérico compuesto que deriva de la palabra griega: dasys para "rugosa" , "descuidada" y leirion de "lirio", que probablemente fue elegido debido a las hojas largas y desordenadas.
texanum: epíteto geográfico que alude a su localización en Texas.
Sinonimia
- Dasylirion texanum var. aberrans Trel.[4]